# Regueifa (pan)
La regueifa es un pan tradicional del norte de Portugal consumido durante las romerías, con forma de rosca y elaborado con harina candeal. Esta es una harina de alta calidad proveniente de la vecina meseta castellana, por eso la regueifa también es conocida como pão espanhol.
Es uno de los formatos del pão sovado o arregeifado portugués, y una versión más pequeña son las regueifinhas.

## Etimología
Este término gallego-portugués, así como su equivalente en castellano, regaifa, provienen del árabe dialectal andalusí رَغِيفَة raḡífa, a su vez del árabe clásico رَغِيف raḡīf ‘pan, panecillo’. También es cognado del árabe magrebí rgaif, que hace referencia a otro tipo de pan consumido de manera popular.